# Glyptemys insculpta
El galápago de bosque (Glyptemys insculpta) es una especie de tortuga de la familia Emydidae endémica de Norteamérica. Comparte el género Glyptemys solo con otra especie: el galápago de Muhlenberg. El caparazón del galápago de bosque llega a medir entre 14 y 20 cm, y se caracteriza por los patrones piramidales de su parte superior. Morfológicamente es similar al galápago de Muhlenberg, la tortuga moteada, y la tortuga de Blanding. El galápago de bosque se encuentra en un amplio área desde Nueva Escocia, hasta Minnesota por el oeste y Virginia en el sur. En épocas glaciares tuvo que desplazarse hacia el sur y se han encontrado restos de sus esqueletos tan lejos como en Georgia.
Pasa gran parte de su tiempo en las inmediaciones del agua, y prefiere los arroyos claros con fondos arenosos y poco profundos. Como indica su nombre también se puede encontrar a este galápago en los bosques y herbazales, aunque raramente se aleja más de unos cientos de metros del agua. Es una especie diurna y no se muestra claramente territorial. Pasa el invierno en hibernación y también se aletarga en los periodos más calurosos del verano.
El galápago de bosque es omnívoro y puede alimentarse tanto en tierra como en el agua. Como media este galápago se desplaza unos 108 m diarios. Los humanos son su principal amenaza y provocan un gran número de muertes al destruir sus hábitats, en atropellos de tráfico y durante las labores agrícolas, y también se reducen sus poblaciones por el coleccionismo ilegal. El galápago de bosque puede llegar a vivir 40 años en la naturaleza y 58 en cautividad.

## Taxonomía
Anteriormente situada en el género Clemmys, el galápago de bosque actualmente es uno de los dos miembros del género Glyptemys, junto al galápago de Muhlenberg. Ambas están cercanamente emparentadas con la tortuga moteada, el único miembro actual del género Clemmys. El galápago de bosque ha sufrido muchos cambios en su nombre, tanto el científico como el común, a lo largo de la historia.
Aunque no llegan a reconocerse subespecies hay algunas diferencias morfológicas en los galápagos según las zonas. Los individuos encontrados en el oeste de su área de distribución (como los Grandes lagos y el Medio Oeste) presentan una coloración más pálida en la cara interior de sus patas y la parte inferior del cuello que las encontradas en el este (como en los Apalaches, Nueva York y Pensilvania). Además los análisis genéticos han revelado que las poblaciones del sur tienen menos diversidad genética que las del norte, aunque ambas muestran una diversidad considerable teniendo en cuenta el descenso de población que sufrió durante las glaciaciones.

## Descripción

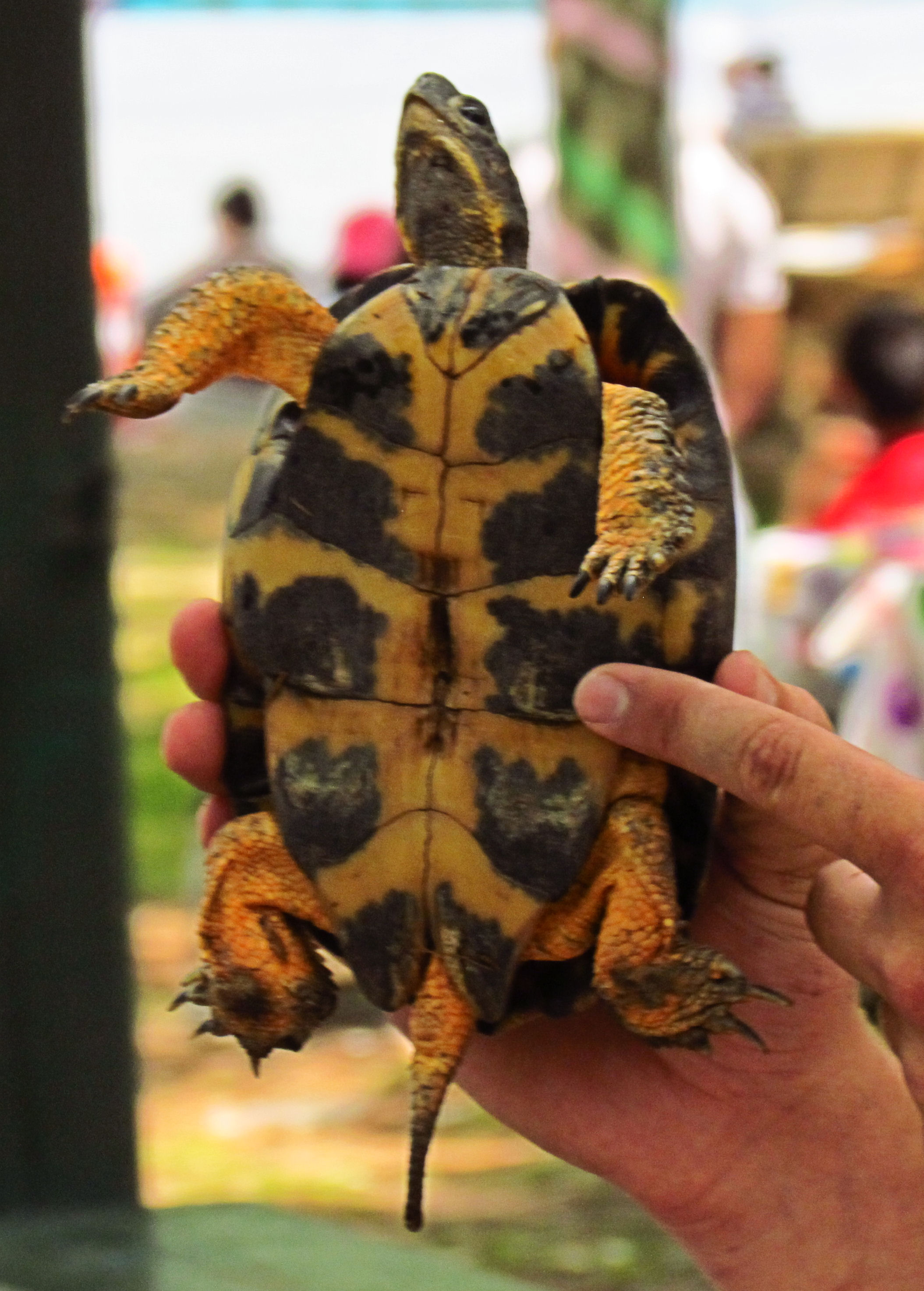
Detalle del plastrón.

Las tortugas de bosque crecen hasta alcanzar entre 14 y 20 cm de longitud, y llegan a un máximo de 23,4 cm. Tienen caparazones duros de color pardo o pardo grisáceo, con una protuberancia longitudinal en su parte central formada por patrones piramidales de crestas y surcos. Los galápagos más viejos presentan los caparazones rozados y desgastados. Cuando están completamente desarrollados pesan alrededor de un 1 kg. El cariotipo de la tortuga de bosque está compuesto por 50 cromosomas.
Las placas más grandes muestran patrones con líneas negras o amarillas. El plastrón (caparazón ventral) es de color amarillento con manchas oscuras. El borde trasero del plastrón tiene una muesca en forma de uve. La parte superior de la cabeza es de color gris oscuro o negro liso, aunque algunas veces presenta motas amarillenta. La parte inferior del cuello, la barbilla y las patas son de color anaranjado a rojo, con tenues franjas amarillas a lo largo de la mandíbula inferior de algunos individuos. Se producen una variación estacional de la intensidad de su color.
Los machos adultos son más grandes que las hembras, alcanzando máximos de 23,4 cm y 20,4 cm respectivamente. Además los machos tienen garras y cabeza son más grandes, su plastrón es cóncavo, y la parte superior de su caparazón es más pronunciada, y su cola es más larga que la de las hembras. El plastrón de las hembras y los juveniles es plano, y en los machos se va haciendo cóncavo con la edad. Las placas de los bordes posteriores de las hembras y juveniles (de ambos géneros) sobresalen más que las de los machos adultos. La coloración del cuello, la barbilla y el interior de las patas es más intensa en los machos que en las hembras que presentan estas zonas de color amarillento pálido. El caparazón de los recién nacidos mide entre 2,8 y 3,8 cm. El plastrón de los recién nacidos presenta una coloración que va del gris pálido al pardo. Generalmente la longitud de sus colas iguala la longitud de su caparazón y el color de su cuello y patas carece de la intensa coloración de los adultos. Los caparazones de los recién nacidos es tan ancho como largo y carece del patrón piramidal de los galápagos adultos.
La tortuga caja oriental y la tortuga de Blanding son de aspecto similar al galápago de bosque y las tres viven en hábitats que se superponen. Sin embargo a diferencia de la tortuga de bosque, la tortuga de Blanding y los miembros de la familia de las tortugas caja tienen plastrones articulados que les permiten cerrar completamente sus conchas. La tortuga espalda de diamante tiene un caparazón que se parece bastante al del galápago de bosque, sin embargo su piel es de color gris y vive en marismas salobres y saladas. También se parece al galápago de Muhlenberg y la tortuga moteada, pero ninguno de los dos presenta el patrón de placas piramidal del galápago de bosque.

## Distribución y hábitat

Se extiende tanto por Estados Unidos como por Canadá

El galápago de bosque se encuentra en la mayoría de los estados de Nueva Inglaterra, Nueva Escocia, hasta Míchigan y Minnesota por el oeste, y Virginia por el sur. Globalmente, la distribución es discontinua en poblaciones normalmente pequeñas y aisladas. Aproximadamente, un 30% de su población total se encuentra en Canadá. Prefiere corrientes lentas que contengan un fondo de arena y bancos de vegetación densa. Los fondos suaves y las orillas fangosas de estas corrientes son ideales para pasar el invierno. Además utilizan para anidar las áreas que rodean a las corrientes (generalmente en canopias abiertas). Desde la primavera hasta el verano habita en zonas abiertas incluyendo bosques, campos, pantanos, prados húmedos y estanques. El resto del año se encuentra en los cursos de agua antes mencionados.
La densidad de población del galápago de bosque ha sido estudiada. En las zonas norte (Quebec y otras áreas de Canadá), las poblaciones están bastante dispersas, conteniendo una media de 0,44 individuos por 1 hectárea, mientras que en el sur, bajo una misma zona, la densidad varía en gran parte entre 6 y 90 galápagos. Además, se ha descubierto que las colonias normalmente contienen más hembras que machos.
En la parte oeste de su área de distribución, el galápago de bosque es más acuático. En el este el galápago permanece más tiempo en los medios terrestres, especialmente en verano, precisamente durante esa época, se pueden encontrar en zonas arboladas con amplias canopias. De todos modos, incluso aquí, nunca se alejan demasiado del agua, y volverán a esta cada pocos días.

### Historia evolutiva
En el pasado las poblaciones de galápago de bosque se vieron forzadas a desplazarse hacia el sur al extenderse los glaciares. Se han encontrado restos suyos del Pleistoceno (entre 300.000 y 11.000 años) en estados como Georgia y Tennessee, ambos muy al sur de su actual área de distribución. Tras la retirada de los hielos, las poblaciones de galápago de bosque recolonizaron sus antiguos territorios, (como Nuevo Brunswick y Nueva Escocia).

## Ecología y comportamiento

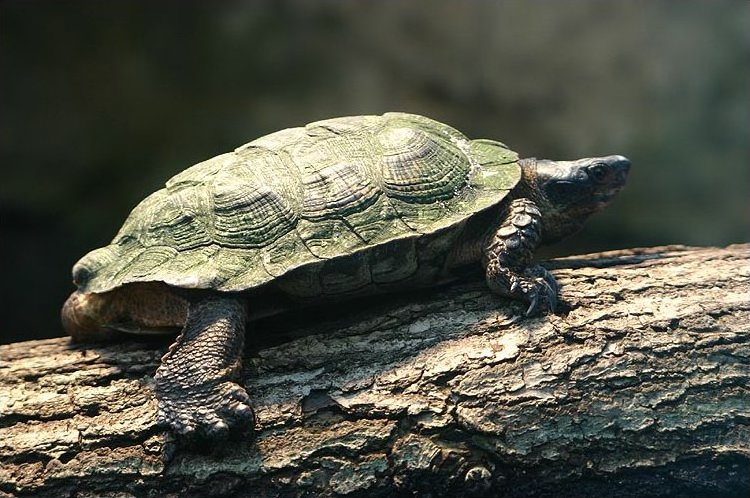
Galápago tumbado sobre un tronco tomando el sol.

El galápago de bosque durante la primavera está activo todo el día (generalmente desde las 7:00 a. m. a las 7:00 p. m.) y se encontrarán siempre en las inmediaciones de los arroyos. Sus periodos de alimentación preferidos son los amaneceres y los atardeceres. Durante toda esta estación los galápagos de bosque usan los troncos caídos y las orillas y los bancos de arena para calentarse al sol. Pasa una considerable cantidad de tiempo al sol para regular su temperatura corporal, principalmente al mediodía y el inicio de la tarde. Tras calentarse al sol galápago de bosque alcanza una temperatura de 37 °C. Por la noche su media de temperatura corporal cae hasta temperaturas entre 15 y 20 °C, mientras descansa en pequeños arroyos o la tierra circundante (generalmente en zonas que tengan algunos arbustos o hierba). Durante los periodos de calor extremo se aletargan en estivación. Hay varios informes de individuos que descansan bajo la vegetación, la hojarasca o en charcos poco profundos. Durante el verano la tortuga de bosque pasa a ser un animal principalmente terrestre.
Durante las épocas más frías la tortuga se queda en el agua la mayor parte del tiempo. Por lo que durante este periodo (los meses del invierno, finales del otoño y comienzos de la primavera) se la considera principalmente una tortuga acuática. De noviembre a febrero o marzo hiberna en el fondo de los arroyos. Durante este periodo se entierran en el barro del fondo de corrientes de agua y raramente se mueven. Durante este periodo de hibernación son vulnerables a las inundaciones repentinas. No emergen hasta marzo y algunas veces hasta abril, meses que marcan el comienzo de su periodo activo, estando en este inicio más activos los machos.
Los machos son agresivos, y los más grandes y viejos suelen ser los más dominantes. Los grandes machos están en lo alto de la jerarquía social de los galápagos de bosque. En la naturaleza los galápagos de menor rango son obligados a huir mediante mordiscos, empujones y embestidas. Los machos dominantes a veces intentan apartar a los de menor rango incluso cuando se están apareando con una hembra. Por ello entre los machos hay una relación directa entre las oportunidades de cópula y el rango social. Sin embargo el resultado de las peleas entre dos galápagos es más dependiente de la agresividad que del tamaño. El galápago que protege más su territorio suele ser el vencedor. Las luchas entre galápagos de bosque (con independencia del género) se incrementan ligeramente durante el otoño y la primavera (los periodos de apareamiento).
El galápago de bosque es omnívoro, se alimenta principalmente de materias vegetales y de animales que atrapa tanto en tierra como en el agua. Captura presas como escarabajos, milpiés y babosas. Además los galápagos de bosque consumen algunos hongos (como (Amanita muscaria y Leccinum arcolatum), musgos, hierba, insectos variados y también carroña. En ocasiones se les observa golpeando el suelo con ambas patas alternativamente. Se cree que este comportamiento imita el sonido de la lluvia cayendo y puede provocar que las lombrices de tierra salgan a la superficie y puedan ser capturadas. Cuando caza asoma la cabeza entre los arbustos, los troncos podridos y entre otros tipos de vegetación. En el agua muestra un comportamiento similar buscando entre el lecho de algas o las cavidades de los márgenes de los ríos.
Muchos animales son depredadores o suponen una amenaza para la tortuga de bosque. Entre ellos se encuentran las tortugas mordedoras, los puercoespines, los castores, los mapaches, las nutrias, los zorros y los gatos. Todas estas especies destruyen las puestas de huevos y cazan a los recién nacidos y juveniles. Varios animales que a menudo buscan huevos de galápago, como el cuervo y el coyote pueden llegar a destruir por completo los nidos que encuentren. Son comunes marchas de ataques de depredadores, como heridas en la piel y caparazón, tendiendo a presentar más cicatrices las poblaciones del norte que las del sur. Además de estas amenazas, los galápagos de bosque también pueden ser parasitados por las sanguijuela.

### Desplazamiento
El galápago de bosque puede desplazarse a una velocidad relativamente alta (superiores a 0,32 km/h) y se trasladan a largas distancias durante los meses en el que están activas. En un estudio realizado sobre nueve tortugas se estimó que se mueven una media de 108 m cada 24 horas, con una distancia global en línea recta de 60 m.
Los galápagos de bosque son muy hábiles para orientarse. Se ha descubierto su gran capacidad mental para el movimiento direccional por medio de un experimento en el que se requería que un individuo encontrara comida en un laberinto. Los resultados probaron que estos galápagos tenían capacidades de localización similares a las de las ratas. En otro experimento independiente se demostró esta capacidad al observar que un galápago macho se desplazó 2,4 km después de haber sido capturado, y tras cinco semanas consiguió volver a su localización original. La capacidad de orientación de los galápagos de bosque no varía entre géneros, grupos de edad, o según la dirección del desplazamiento.

### Ciclo vital

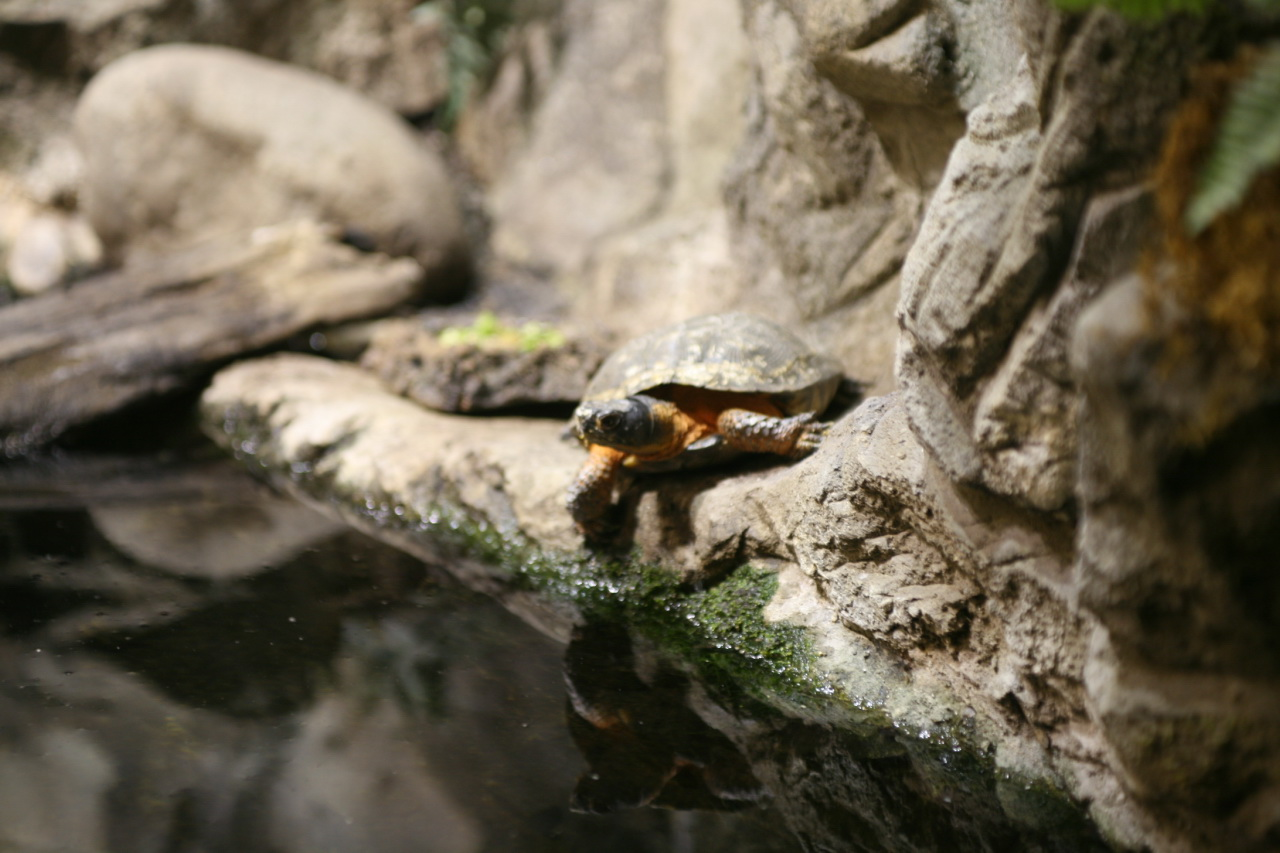
Ejemplar a punto de zambullirse en el agua.

Los galápagos de agua tardan mucho en alcanzar la madurez sexual, tienen una baja tasa de reproducción, aunque tienen altas tasas de supervivencia de los adultos. Aunque las tasas de supervivencia de los recién nacidos y los juveniles no son alta. Aunque los machos establecen jerarquías no son territoriales. Los galápagos de bosque alcanzan la madurez sexual entre los 14 y 18 años. Los apareamientos tienen su apogeo en primavera y de otra vez en otoño, aunque se sabe que se producen a lo largo de todo el periodo en el que se encuentran activos. Ocasionalmente se han observado apareamientos en diciembre. Se ha registrado un caso en el que una hembra de galápago de bosque hibridó con un macho de tortuga de Blanding.
El ritual de cortejo dura varias horas y generalmente se realiza en las orillas de los arroyos. El macho a menudo lo inicia golpeando con el codo el caparazón, la cabeza, la cola y las patas de la hembra. La respuesta de la hembra a este comportamiento puede ser huir de la zona, en cuyo caso el macho la seguirá. Tras la persecución (si se produce) el macho y la hembra se aproximan y se separan continuamente alzando y extendiendo sus cabezas. Después de un tiempo bajan sus cabezas y las balancean de izquierda a derecha. Una vez que los dos individuos están preparados para el apareamiento, el macho muerde suavemente la cabeza de la hembra y la monta. La cópula dura entre 22 y 33 minutos. La cópula propiamente dicha suele tener lugar en el agua, en profundidades de entre 0,1 y 1,2 m. Aunque con menos frecuencia también se puede producir en tierra. Durante los dos periodos principales de apareamiento (primavera y otoño) las hembras son entre una a ocho veces, hasta que se queden preñadas. Se ha descubierto que la puesta de una sola hembra pueden tener hijos de más de un macho.
Los anidamientos se producen de mayo a julio. Las zonas de anidamiento se sitúan al sol, en suelos blandos evitando las rocas y la vegetación abundante que moleste, y al resguardo de las inundaciones. La existencia de estos lugares limita las colonias de galápagos de bosque, y a veces las hembras tienen que desplazarse hasta 250 m para encontrar un sitio adecuado. Las hembras de galápago de bosque en general hacen una puesta al año y suenen congregarse alrededor de las áreas óptimas de anidamiento. Antes de poner sus huevos, las hembras pueden preparar varios nidos falsos. Tras encontrar una zona adecuada escavará una pequeña cavidad donde pone unos siete huevos, aunque pueden poner de tres a veinte, y vuelve a taparlos con tierra. Los huevos son blancos y ovales y miden una media de 3,7 cm de largo y 2,36 cm de ancho, y pesan 12,7 g. Los nidos tienen una profundidad de 5 a 10 cm, y cavarlos y rellenarlos de nuevo puede llevarles un total de cuatro horas. La eclosión de los recién nacidos se produce entre agosto y octubre, raramente apareciendo en invierno. Los recién nacidos miden una media de 3,65 cm y carecen de los colores llamativos de los adultos.
Los galápagos de bosque crecen muy rápidamente durante su primer año de vida. A los cinco años ya miden una media de 11,5 cm, y a los 16 años, alcanzan su tamaño total, de entre 16,5 y 17 cm dependiendo del sexo. La esperanza de vida del galápago de bosque en la naturaleza es de 40 años, mientras que los individuos que viven en cautividad llegan a hasta los 58 años.

## Conservación
A pesar de los muchos avistamientos y su extensa y diversa área de distribución el galápago de bosque está en declive y sus poblaciones están muy fragmentadas. Se producen un gran número de muertes a causa de los humanos a consecuencia de: la destrucción del hábitat, los accidentes en la agricultura y por el tráfico rodado. Además son capturados ilegalmente para el tráfico de mascotas. Debido a todas estas amenazas combinadas muchas de las zonas donde viven están protegidas por ley. A pesar de la legislación, su aplicación y la educación del público respecto a esta especie es escasa.
Para una adecuada protección del galápago de bosque sería necesario realizar censos exhaustivos en sus hábitats, para establecer exactamente el tamaño de su población. Una solución que se está empezando a poner en práctica para evitar la alta mortalidad por atropello en las carreteras, que afecta principalmente a las hembras que van a anidar, es la construcción de ecoductos bajo las carreteras. Estos túneles permiten a los galápagos rebasar las carreteras sin morir atropellados. Actualmente se distribuyen folletos y otros medios para advertir a la gente de que no tenga a estos galápagos como mascotas. Conservar los sitios de anidamiento y evitar las molestias en ellos, especialmente de las poblaciones comunes, es la mejor solución para asegurar la supervivencia del galápago de bosque.